# Zoropsidae
Zoropsidae Bertkau, 1882 è una famiglia di ragni appartenente all'infraordine Araneomorphae.

## Etimologia
Il nome deriva probabilmente dal greco ζωρὸς, zoròs cioè forte, robusto, e ὄψ, òps, cioè aspetto, sguardo, ed il suffisso -idae, che designa l'appartenenza ad una famiglia.

## Caratteristiche
Hanno otto occhi e sono abbastanza comuni soprattutto nelle case di campagna. Di maggiori dimensioni rispetto ai Zoridae, ne condividono la somiglianza, più nell'aspetto che nell'andatura, con i Lycosidae. Ne differiscono principalmente per il cefalotorace più ristretto e per il pattern oculare diverso. Hanno colore marrone scuro con macchie grigiastre sulle zampe e due-tre macchie brune sull'opistosoma.

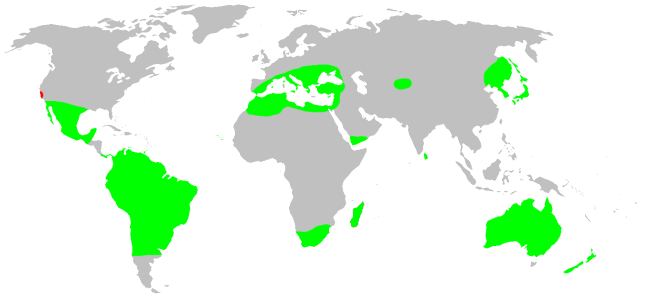
Zoropsidae, distribuzione

## Comportamento
Poco è conosciuto della loro biologia, sono ragni che cacciano all'agguato di giorno ben nascosti nella vegetazione, non costruiscono ragnatele.

## Distribuzione
Sono distribuiti nei paesi dell'area mediterranea, in Giappone, nello Yemen, in Sudafrica e vari generi sono nativi dell'Australia. Venne introdotto accidentalmente negli USA.

## Tassonomia
Attualmente, a novembre 2020, si compone di 27 generi e 183 specie:
1. Akamasia Bosselaers, 2002 — Cipro (genere monospecifico)
2. Anachemmis Chamberlin, 1919 — USA, Messico (5 specie)
3. Austrotengella Raven, 2012 — Australia (6 specie)
4. Birrana Raven & Stumkat, 2005 — Australia (genere monospecifico)
5. Cauquenia Piacentini, Ramírez e Silva, 2013 - Cile (genere monospecifico)
6. Chinja Polotow & Griswold, 2018 — Tanzania (2 specie)
7. Ciniflella Mello-Leitão, 1921 — Brasile (genere monospecifico)
8. Devendra Lehtinen, 1967 — Sri Lanka (3 specie)
9. Griswoldia Dippenaar-Schoeman & Jocqué, 1997 — Sudafrica (12 specie)
10. Hoedillus Simon, 1898 — Guatemala (genere monospecifico)
11. Huntia Gray & Thompson, 2001 — Australia (2 specie)
12. Itatiaya Mello-Leitão, 1915 — Brasile (8 specie)
13. Kilyana Raven & Stumkat, 2005 — Australia (10 specie)
14. Krukt Raven & Stumkat, 2005 — Australia (5 specie)
15. Lauricius Simon, 1888 — USA, Messico (2 specie)
16. Liocranoides Keyserling, 1881 — USA (5 specie)
17. Megateg Raven & Stumkat, 2005 — Australia (8 specie)
18. Phanotea Simon, 1896 — Sudafrica (13 specie)
19. Pseudoctenus Caporiacco, 1949 - Kenya, Malawi (2 specie)
20. Socalchemmis Platnick & Ubick, 2001 — USA, Messico (17 specie)
21. Takeoa Lehtinen, 1967 — Cina, Corea, Giappone (2 specie)
22. Tengella Dahl, 1901 — dal Messico a Panama (5 specie)
23. Titiotus Simon, 1897 — USA (16 specie)
24. Uliodon L. Koch, 1873 — Nuova Zelanda, Australia (4 specie)
25. Wiltona Koçak & Kemal, 2008 — Nuova Zelanda (genere monospecifico)
26. Zorocrates Simon, 1888 - America centrale e America settentrionale (stati meridionali degli USA) (31 specie)
27. Zoropsis Simon, 1878 — Mediterraneo, Ucraina, Corea (16 specie e una sottospecie)

### Generi fossili
- Eomatachia Petrunkevitch, 1942 †; - fossile, Paleogene
- Eoprychia Petrunkevitch, 1958 †; - fossile, Paleogene
- Succiniropsis Wunderlich, 2004 †; - fossile, Paleogene